# 赵克
赵克（1922年—1972年），原名赵芝田，男，直隶（今河北）雄县人，中华人民共和国政治人物，曾任天津市政协副主席。

## 生平
1940年任平西游击队大队政治委员。1947年后，历任中共永清县委副书记、书记，中共大兴县委书记、中共胜芳市委书记等职。1952年后，历任天津专署副专员、中共天津地委副书记。1958年任河北省天津地委第一书记兼天津市委书记处书记。1961年2月，任中共中央华北局农业办公室副主任。

## 活动
1958年3月7日，中共中央批转天津地委第一书记赵克《依靠群众改造洼地》的报告。次日，《人民日报》头版头条刊发中共中央对报告的批语，认为报告“是一篇又红又专的马克思主义报告”。
1958年8月12日晚8时，毛泽东在中共河北省委第二书记、省长刘子厚，天津市市委书记、市长李耕涛的陪同下，参观了天津市工业技术革命展览会。随同参观的还有天津地委第一书记赵克。赵克汇报了非山区组织群众到其他地区上山开矿的情况，毛泽东表示称赞，并说：“一个粮食，一个钢铁，有了这两个东西就什么都可以搞”。
1958年10月8日，邓小平和李雪峰等，在中共河北省委第一书记林铁、中共天津地委第一书记赵克的陪同下，视察了河北省霸县胜芳镇。